# 회재유집목판
회재유집목판(懷齋遺集木板)은 광주광역시 동구에 있는, 조선 선조 때의 문신 박광옥(1526∼1593)이 남긴 유집의 책판이다. 1996년 3월 19일 광주광역시의 유형문화재 제23호로 지정되었다.

## 개요
이 판목은 조선 선조 때의 문신 박광옥(1526∼1593)이 남긴 유집의 목판이다.
박광옥은 1546년 진사시험에 합격하였으나, 나주에 집을 짓고 문하의 생도들과 함께 성리학을 연구하였다. 1574년 다시 문과에 급제한 후 여러 벼슬을 거쳤으며, 후에는 영광과 밀양에 그의 선정을 기리는 송덕비가 세워지기도 했다. 선조 25년(1592) 임진왜란이 터지자 고경명, 김천일과 함께 의병을 일으켰으며, 권율장군을 도와 많은 공을 세웠다.
문집은 임진왜란 이전과 전쟁 당시의 기록으로써 1권은 시 299편, 2권은 잡서 2편, 서 2편 등 6편, 부록(상권은 연보, 하권은 행장), 수적을 새긴 별부로 되어있으며, 총 137면이고, 양면으로 판각되어 있다. 임진왜란의 전후를 연결하는 시대사 연구에 귀중한 자료이다.

## 같이 보기
- 박광옥

## 참고 자료
- 회재유집목판 - 국가유산청 국가유산포털